# Concejo Regional Bnei Shimon
Bnei Shimon (en hebreo: מועצה אזורית בני שמעון) (transliterado: Moatzá Azorit Bnei Shimon), es un consejo regional del Distrito Sur de Israel. El municipio de Bnei Shimon sirve a los siguientes núcleos de población:

### Asentamiento
| Nombre     | Hebreo   |
| ---------- | -------- |
| Adanim     | עדנים    |
| Guivot Bar | גבעות בר |

### Kibutzim
| Nombre           | Hebreo    |
| ---------------- | --------- |
| Beit Kamah       | בית קמה   |
| Devirá           | דבירה     |
| Hatzerim         | חצרים     |
| Keramim          | כרמים     |
| Lahav            | להב       |
| Mishmar HaNéguev | משמר הנגב |
| Shobal           | שובל      |
| Shomeriyah       | שומרייה   |

### Moshavim
| Nombre  | Hebreo |
| ------- | ------ |
| Berosh  | ברוש   |
| Nevatim | נבטים  |
| Tashur  | תאשור  |
| Tidar   | תדהר   |